# Sky Georgia
Sky Georgia (voorheen Air Bisec, Georgian National Airlines) was tussen 1998 en 2012 een Georgische luchtvaartmaatschappij met thuisbasis Tbilisi.

## Geschiedenis

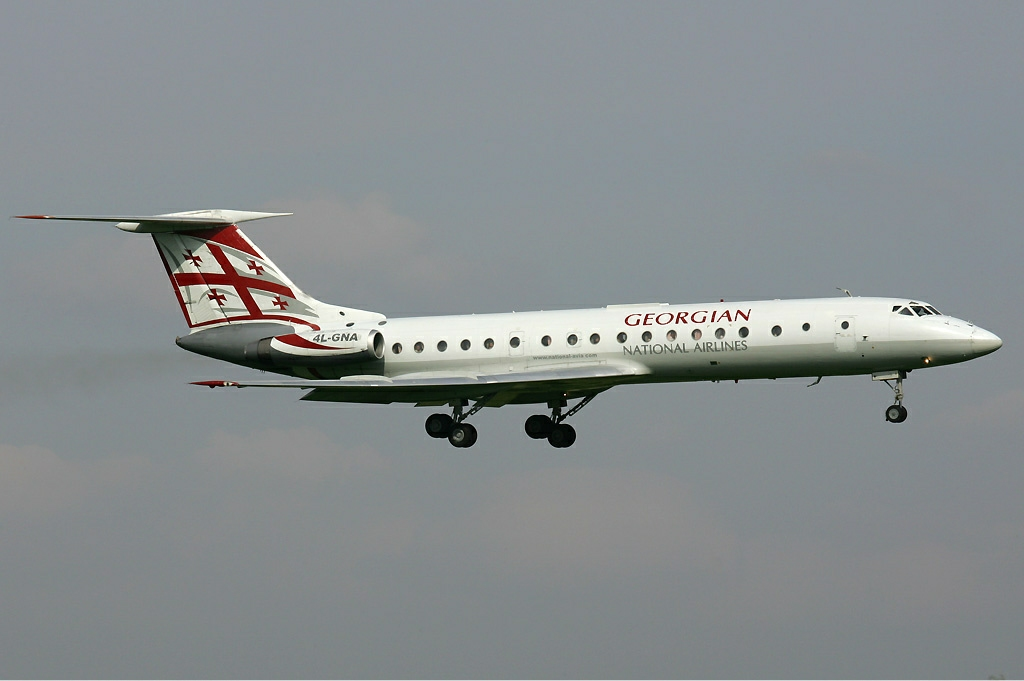
Toepolev Tu-134B van Bisec en Georgian National Airlines (2006)

Sky Georgia werd in 1998 opgericht onder de naam Air Bisec (ეარ ბისეკი). De maatschappij had Koetaisi als basis en vloog daarvandaan lijnvluchten naar Moskou en chartervluchten naar Sint-Petersburg in de zomer. Air Bisec gebruikte een Toepolev Tu-134A voor deze routes die van de Adzjaarse luchtvaartmaatschappij Abavia was overgenomen.

### Georgian National Airlines

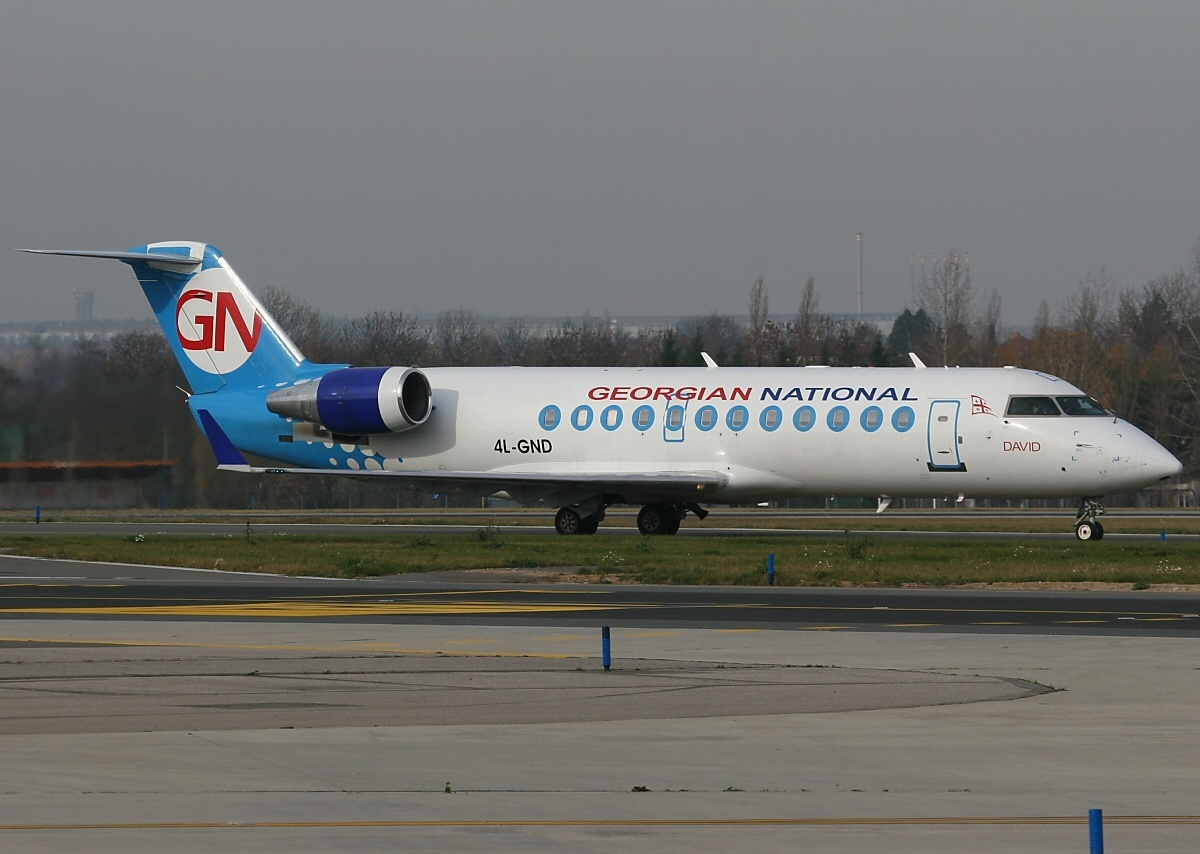
Bombardier CRJ-200ER (4L-GND) in Praag (2006)

In 2004 werd Air Bisek omgedoopt tot Georgian National Airlines, en verhuisde de basis naar Tbilisi. In april 2006 nam de luchtvaartmaatschappij een Bombardier CRJ-200ER in ontvangst die kwam van het Amerikaanse Independence Air, ter vervanging van haar laatst overgebleven Toepolev Tu-134. Het toestel werd ingezet voor de bestaande lijnvluchten tussen Tbilisi en Dnipro, Istanboel Atatürk, Moskou Vnoekovo en Sint-Petersburg en tussen Koetaisi en Moskou Vnoekovo. Tevens werden vanaf mei 2006 Almaty en Warschau aan de bestemmingen toegevoegd.
De luchtvaartmaatschappij, de tweede in het land achter AirZena Georgian Airways, had last van de Russische luchtboycot die op 2 oktober 2006 ingesteld werd naar aanleiding van onder andere de Georgisch-Russische spionagecontroverse en de algemene oplopende politieke spanningen tussen de twee landen. De officiële Russische lezing was een schuld van Georgische maatschappijen bij de Russische luchtvaartautoriteiten die bij elkaar opgelopen zou zijn naar 3,2 miljoen dollar. 
Volgens directeur Giorgi Kodoea betrof dit schulden van maatschappijen die allang failliet waren gegaan, en had Georgian National Airlines geen schuld uitstaan. Begin 2007 had Georgian National Airlines 600.000 dollar schade opgelopen. Het moest dan ook weer afstand doen van de moderne CRJ-200, wat de uitvoering van resterende vluchten bemoeilijkte door problemen met de andere verouderde toestellen. In 2007 sloot de luchtvaartmaatschappij een codeshare-overeenkomst met airBaltic op diens Riga-Tbilisi route. In voorjaar 2008 kwam een einde aan het Russische vliegembargo,
Georgian National Airlines hervatte vervolgens in juni 2008 vluchten naar Moskou Vnoekovo vanaf de Georgische luchthavens Tbilisi, Koetaisi en Batoemi. Het huurde hiertoe een Douglas DC-9 van het Oekraïense Khors Aircompany, de eerste DC-9 in dienst van een Georgische luchtvaartmaatschappij. De Russisch-Georgische Oorlog brak echter kort hierna uit, waarna Georgian National Airlines de vluchten op Rusland ook na de korte oorlog moest opschorten.

### Sky Georgia
In oktober 2008 werd Georgian National Airlines overgenomen door het Amerikaanse Sky Investment Group en ging het vliegbedrijf verder onder de naam Sky Georgia. Vlak voor de overname nam Georgian National Airlines een gehuurde Iljoesjin Il-76 in ontvangst, de eerste van in totaal zes stuks. De vloot werd nog datzelfde jaar uitgebreid met onder andere een tweede DC-9-51 die net als de eerste van Khors Aircompany gehuurd werd. Daarnaast werd Boedapest opgenomen in de bestemmingen.
In najaar 2009 staakte het bedrijf echter de lijnvluchten om zich op vrachtvervoer te concentreren. Het huurde daartoe in 2010 extra IL-76 vrachtvliegtuigen. In 2012 werd het vliegcertificaat echter door de Georgische luchtvaartautoriteiten ingetrokken en in datzelfde jaar verklaarde het bedrijf zich failliet en hield op te bestaan.

## Incident

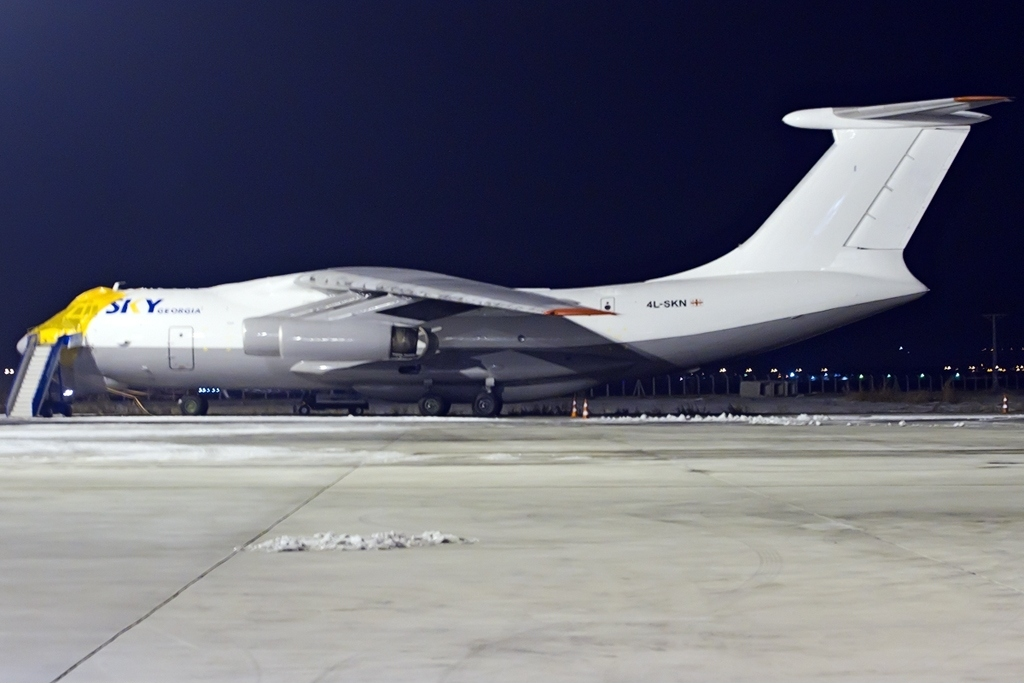
De beschadigde Iljoesjin Il-76 (4L-SKN) in Erzurum

In oktober 2011 voerde Sky Georgia humanitaire hulpvluchten uit naar het Turkse Erzurum naar aanleiding van de aardbeving in het oosten van Turkije. Een Iljoesjin Il-76 (4L-SKN) van de luchtvaartmaatschappij raakte op het vliegveld van Erzurum beschadigd toen de cabine werd geraakt door de vleugel van een IL-76 van Kyrgyzstan Airlines tijdens het taxiën. Dit was de laatste vlucht van deze Iljoesjin, die sindsdien op het vliegveld van Erzurum achterbleef bij gebrek aan de afhandeling van de verzekering. In november 2022 kondigden de Turkse autoriteiten aan het toestel te veilen.

## Bestemmingen
Sky Georgia en haar voorlopers voerden lijnvluchten uit naar voornamelijk bestemmingen in Oekraïne (Donetsk, Dnipro, Charkov, Kiev, Loehansk, Odessa) en Rusland (Moskou Vnoekovo, Sint-Petersburg), maar ook Kazachstan (Almaty, Astana), Turkije (Istanbul), Hongarije (Boedapest) en Polen (Warschau).

## Vloot

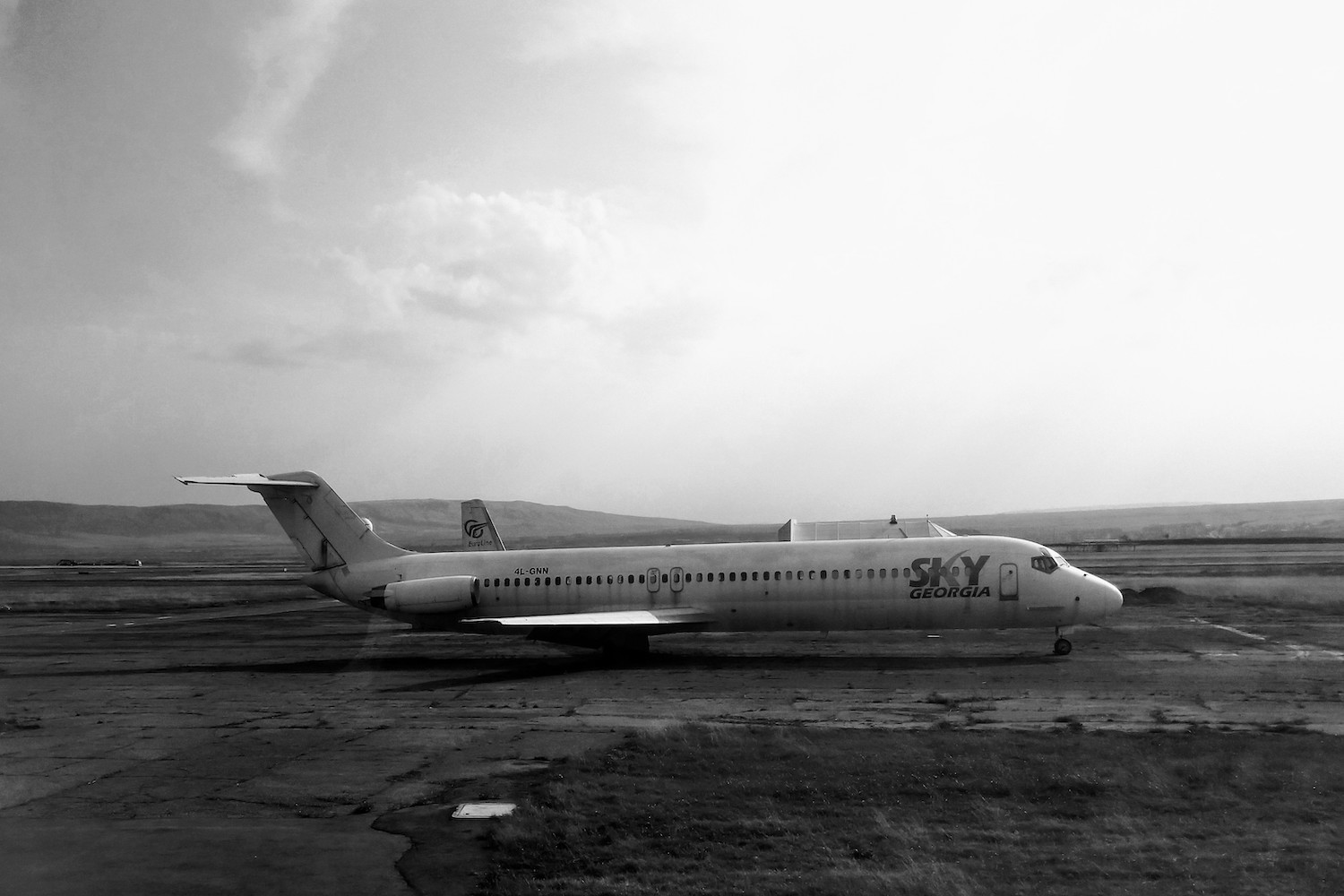
Sky Georgia Douglas DC-9-51 geparkeerd op luchthaven Tbilisi (2019)

De vloot van Sky Georgia en haar voorgangers bestond in wisselende samenstelling onder meer uit:
- Iljoesjin Il-76 T (2) en TD (4)
- Toepolev Tu-134 A (1) en B (1)
- Douglas DC-9-51 (2)
- Airbus A320-200 (1)
- Bombardier CRJ-200ER (1)
- Antonov An-24 (1)

De meeste van deze toestellen zijn na het gebruik door Georgian National of Sky Georgia afgeschreven en staan her en der geparkeerd. De Tu-134A werd in 2003 door Bisec afgedankt en is op het vliegveld van Tbilisi in de jaren 2010 ontmanteld.